# Antimateria

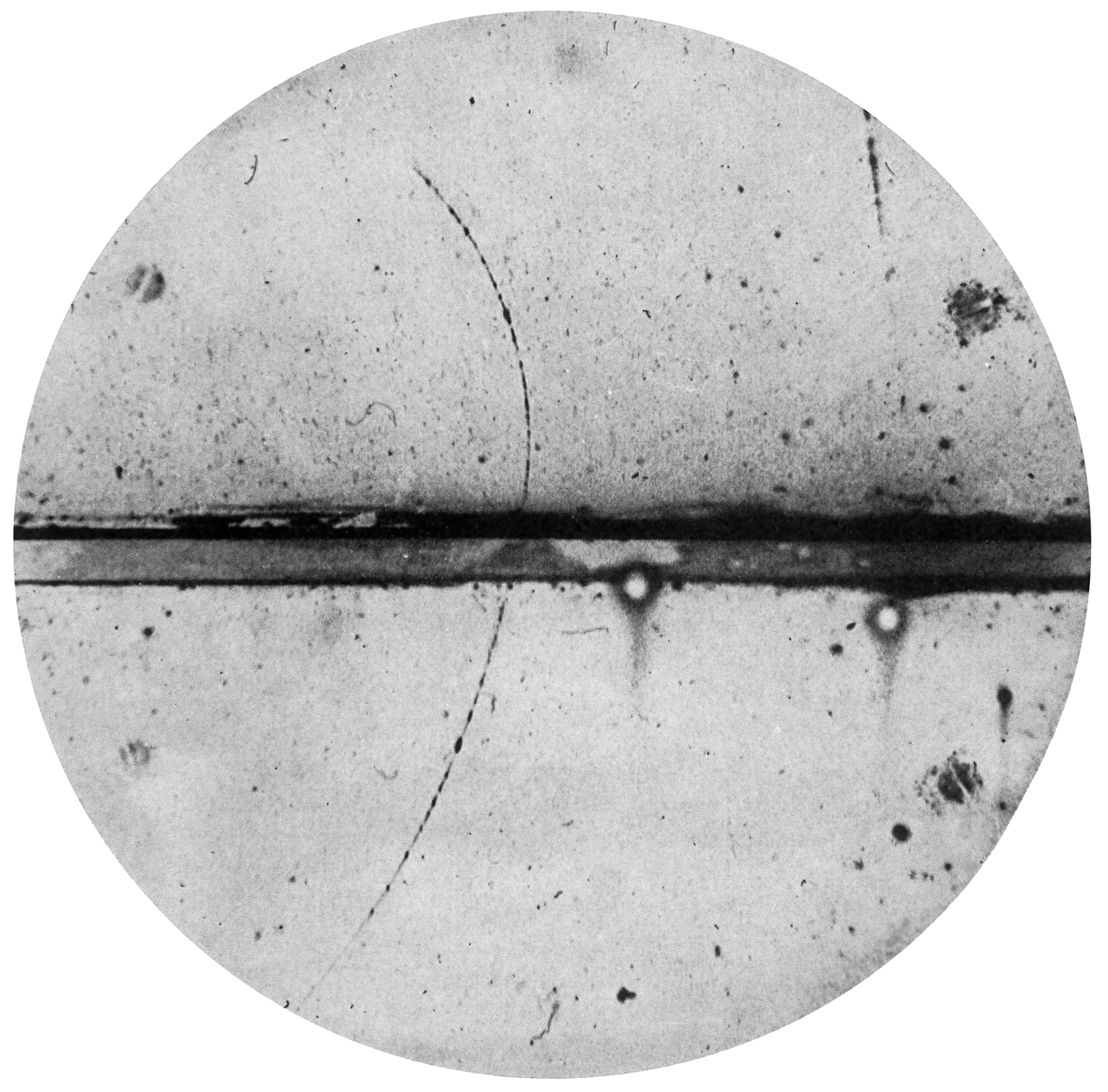
Foto del primo positrone mai osservato in una camera a nebbia (2 agosto 1932)

In fisica, l'antimateria è la materia costituita da antiparticelle, corrispondenti per massa alle particelle della materia ordinaria, ma aventi alcuni numeri quantici, come ad esempio la carica elettrica, di segno opposto. Le leggi che governano le combinazioni di antiparticelle a formare gli antielementi (o antiatomi) e le antimolecole sono 
simmetriche a quelle che governano la materia.
Quando una particella e un'antiparticella vengono a contatto si assiste al fenomeno dell'annichilazione, ovvero si ha la trasformazione della materia coinvolta in radiazione elettromagnetica sotto forma di fotoni ad alta energia (raggi gamma), oppure in altre coppie di particelle-antiparticelle, tali che la somma dell'energia totale, precedente e seguente l'evento, rimanga in ogni caso costante, in accordo al principio di conservazione della massa-energia. In determinate condizioni particelle e antiparticelle possono originare per tempi brevissimi particelle instabili, come i mesoni, o un atomo esotico, come il positronio.
Sebbene si ritenga che in origine materia e antimateria si equivalessero, nell'universo attuale è rilevabile antimateria in quantità esigua, di cui una parte prodotta dagli esperimenti, in tempi brevissimi annichilata dalla materia. La ragione che ha portato alla prevalenza della materia è oggetto di attivo studio.

## Storia
Il termine antimateria fu usato per la prima volta nel 1898 da Arthur Schuster in due lettere inviate alla rivista Nature, nelle quali speculava sulla possibile esistenza di un sistema solare costituito di antimateria in cui anche la gravità era di segno opposto, cioè repulsiva.
La prima serie di ipotesi dell'esistenza dell'antimateria fu nel 1928 da parte del fisico Paul Dirac, che dedusse l'esistenza dell'antiparticella dell'elettrone, dotata di carica positiva, quale soluzione della versione relativistica dell'equazione di Schrödinger, detta appunto equazione di Dirac. Nel 1932 Carl David Anderson diede la conferma sperimentale dell'esistenza dell'antielettrone e lo chiamò positrone, contrazione di "positive electron". Charles Janet nel 1929 immaginò addirittura una tavola periodica degli elementi costituita di antimateria.
Nel 1955 i fisici Emilio Segrè e Owen Chamberlain scoprirono l'antiprotone al Bevatron e nel 1959 ricevettero il premio Nobel per la fisica grazie a questa scoperta. L'anno successivo al Bevatron veniva scoperto anche l'antineutrone, dal gruppo guidato da Oreste Piccioni.
Nel 1965, al CERN di Ginevra con l'acceleratore di particelle PS (Proton Synchrotron), il gruppo di ricerca condotto da Antonino Zichichi produsse il primo nucleo di antideuterio

, contemporaneamente al Brookhaven National Laboratory a New York con l'AGS (Alternating Gradient Synchrotron).
Nel 1978 ricercatori italiani e francesi guidati da Giorgio Giacomelli, professore all’Università degli Studi di Bologna, scoprirono nuclei di antitrizio (un antiprotone e due antineutroni) e di antielio 3 (due antiprotoni e un antineutrone). Con l'acceleratore di Serpukhov scienziati russi ottennero risultati analoghi.
Nel 1980 fu ottenuta la prima dimostrazione delle proprietà ondulatorie dell'antimateria per mezzo di diffrazione di positroni.
Nel 1997 al CERN ricercatori svizzeri, italiani, inglesi, danesi, giapponesi e brasiliani, nell'ambito della collaborazione ATHENA (ApparaTus for High precision Experiments with Neutral Antimatter; in italiano: apparato per esperimenti di alta precisione con antimateria neutra), crearono i primi atomi di anti-idrogeno, in numero di circa 50.000. La stessa collaborazione riuscì a sintetizzare il protonio, un atomo instabile composto da un protone e da un antiprotone.
Il 17 novembre 2010 nel corso dell'esperimento ALPHA, i ricercatori del CERN di Ginevra imprigionarono per la prima volta 38 atomi di anti-idrogeno per alcuni decimi di secondo.
Nel 2011 il più grande nucleo (anti-elio 4, particella alfa) di antimateria mai catturato al mondo venne imprigionato nei Brookhaven National Laboratory.
Il 4 giugno 2011, sempre nel corso dell'esperimento ALPHA, i ricercatori del CERN riuscirono a creare e intrappolare circa 300 atomi di anti-idrogeno per il tempo record di 1.000 secondi (oltre 16 minuti): 5.000 volte più a lungo rispetto al tempo ottenuto dallo stesso esperimento a novembre.
Nel 2011 tramite il satellite Fermi Gamma-ray Space Telescope, la NASA ha rilevato che in alcuni temporali tropicali al di sopra di 15 km dalla superficie terrestre, il flusso di elettroni, scontrandosi con le molecole dell'aria, produce raggi gamma (i cosiddetti Terrestrial Gamma Ray Flash) che scontrandosi a loro volta con gli elettroni dell'atmosfera producono piccole quantità di positroni.
Nel gennaio 2014 al CERN, l'esperimento ASACUSA è riuscito a produrre il primo fascio di anti-idrogeno e successivamente è riuscito a identificare 80 atomi a 2,7 metri di distanza dal punto di produzione.
Nel 2018 è stato ottenuto il primo esperimento di interferometria quantistica di antimateria dal gruppo guidato da Marco Giammarchi al Laboratorio Positroni (L-NESS, Como) a carico di Rafael Ferragut del Politecnico di Milano.
Nel settembre 2023 un gruppo internazionale guidato da E. K. Anderson, dell’Università di Aarhus in Danimarca, ha dimostrato con un lavoro pubblicato su Nature che anche l’antimateria cade verso il basso: è stato utilizzato l'apparato dell'esperimento Alpha-g del CERN. I ricercatori hanno usato migliaia di atomi di anti-idrogeno, composti da un anti-protone e un anti-elettrone, e quindi elettricamente neutri. Gli atomi sono stati confinati in un campo magnetico, a temperature molto basse, 0,5 Kelvin. Poi hanno gradualmente indebolito il campo magnetico nella direzione verticale. Per il moto casuale dovuto all’agitazione termica alcuni atomi sono saliti verso l’alto; ma la maggior parte sono scesi verso il basso. In questo modo si è dimostrato che anche l’antimateria è attratta dalla gravità come la materia ordinaria. Risulta pertanto confutata l’ipotesi di una gravità inversa di Arthur Schuster, datata 1898, esposta nel paragrafo "Esistenza dell'antimateria" che segue.

## Produzione dell'antimateria
In fisica delle particelle il processo di produzione di coppia o creazione di coppia elettrone-positrone è una reazione in cui un raggio gamma interagisce con la materia convertendo la sua energia in materia e antimateria. Se un fotone gamma altamente energetico (ci vuole un'energia notevole per generare la materia, in base alla legge di Einstein di conversione tra materia ed energia, E = mc²) va a impattare contro un bersaglio, subisce un urto anelastico materializzando la propria energia, e producendo una coppia di particelle composta da un elettrone (materia) e un positrone (antimateria).

## Differenze tra materia e antimateria

Segno della carica elettrica delle particelle elettrone, protone e neutrone (a sinistra), e delle rispettive antiparticelle (a destra).

Le particelle e le antiparticelle vengono descritte da un unico oggetto matematico, cioè un campo quantizzato. L'unione tra relatività ristretta e meccanica quantistica porta necessariamente alla distinzione di componenti ad energia positiva e negativa per il campo. Una volta quantizzato il campo (le tecniche per procedere alla quantizzazione vanno sotto il nome generico di seconda quantizzazione) l'energia e la quantità di moto dei campi è data, rispettivamente, dalla somma delle energie, o delle quantità di moto, delle particelle e delle antiparticelle del sistema, nel modo seguente:
{\displaystyle {\mathcal {E}}=\sum _{\vec {p}}E_{p}({\hat {N}}_{a}({\vec {p}})+{\hat {N}}_{b}({\vec {p}}))}
{\displaystyle {\vec {P}}=\sum _{\vec {p}}{\vec {p}}({\hat {N}}_{a}({\vec {p}})+{\hat {N}}_{b}({\vec {p}}))}
dove abbiamo indicato con {\displaystyle {\mathcal {E}}} l'energia del campo, con {\displaystyle {\vec {P}}} il suo impulso e con {\displaystyle {\hat {N}}_{a}({\vec {p}})} e {\displaystyle {\hat {N}}_{b}({\vec {p}})}, rispettivamente, gli operatori che forniscono il numero di particelle e antiparticelle con impulso {\displaystyle {\vec {p}}}. Analogamente la carica del campo è proporzionale alla differenza degli operatori numero: se una particella ha una certa carica, la sua antiparticella ha la carica di segno opposto. Per esempio, i leptoni carichi (elettroni, muoni e tau) hanno una carica negativa pari a -e, mentre le loro antiparticelle (positroni, antimuoni e antitau) hanno carica +e.
Come si vede, matematicamente non c'è alcuna differenza tra particelle e antiparticelle, a parte il segno della carica, che è però convenzionale, quindi un universo costituito di antiprotoni, antineutroni e positroni sarebbe comunque stabile. Uno dei problemi irrisolti della cosmologia è giustificare il fatto che l'universo sia composto per la maggior parte di particelle: naturalmente il nome "particella" e "antiparticella" è puramente convenzionale, quindi in realtà la domanda si formula meglio domandando il motivo per cui sono presenti decisamente più particelle "di un tipo" piuttosto che "dell'altro". Questo può essere giustificato dal fatto che alcuni "anti-atomi" hanno una vita relativamente più breve rispetto a quella degli atomi.

## Esistenza dell'antimateria
L'antimateria prodotta naturalmente in piccolissimi quantitativi nei processi astronomici più energetici (i "raggi cosmici" che giungono in ogni istante anche sulla Terra) o prodotta nei laboratori di fisica delle particelle ha vita breve e non può essere immagazzinata per tempi significativi, in quanto si annichila al primo contatto con la materia. Questo processo accade in ogni istante quando l'antimateria proveniente dai raggi cosmici collide con le molecole dell'atmosfera terrestre. Il processo in questione ha una efficienza del 100% e libera fotoni di altissima energia, cioè raggi gamma. Contenitori magnetici specifici hanno permesso di conservare alcune antiparticelle portandone quasi allo zero assoluto la temperatura, ciò che ne "ferma" il moto mantenendole anche per minuti o ore. In base alle attuali conoscenze, non esistono quantità significative di antimateria in tutto l'universo.

### Big Bang e annichilazione
Secondo la teoria del Big Bang, nell'universo iniziale materia e antimateria sarebbero dovute essere presenti in proporzioni uguali e di conseguenza avrebbero dovuto dare luogo a un immediato processo di annichilazione che avrebbe fatto scomparire l'intero universo neoformato. Poiché questo non corrisponde alla realtà che osserviamo, si ritiene che un leggero squilibrio in favore della materia (forse causato da una violazione della simmetria CP) abbia fatto sì che quest'ultima non venisse completamente annichilata, rendendo possibile la formazione dell'universo in cui viviamo attraverso il processo della bariogenesi. Nuovi e più dettagliati sviluppi su questi aspetti, che coinvolgono le alte energie in gioco nei primi istanti dell'universo primordiale, sono attesi dagli esperimenti programmati al Large Hadron Collider del CERN di Ginevra.

### Ipotesi della gravità inversa
Nel mondo scientifico si ritiene possibile anche un'altra ipotesi: la gravità inversa. Secondo alcune teorie la quantità di materia e di antimateria prodotta all'origine dell'universo era perfettamente bilanciata, ma la materia e l'antimateria presto si allontanarono a causa di una sorta di “repulsione gravitazionale”.
Per comprendere questo fenomeno possiamo prendere una formula di fisica classica ben nota, la legge della gravitazione universale di Newton:{\displaystyle F={\frac {Gm_{1}m_{2}}{d^{2}}}} Se assumiamo che l'antimateria possieda una massa negativa e la materia una massa positiva si capisce come nel caso di gravitazione tra due corpi o due anti-corpi la forza gravitazionale risulti positiva, ossia attrattiva, ma quando si ha una gravitazione tra un corpo e un anti-corpo il prodotto tra le due masse sarà negativo e dunque la forza gravitazionale provocherà una repulsione reciproca. L'antimateria sarebbe quindi semplicemente confinata in una porzione di universo separata dalla nostra e non si potrebbe avvicinare a causa della repulsione gravitazionale. Ciò che più è interessante in questa teoria è che, oltre al mistero dell'assenza dell'antimateria, spiegherebbe anche l'espansione accelerata dell'universo senza ricorrere all'Energia oscura. Alla dimostrazione di queste teorie lavora il progetto AEgIS all'opera al CERN di Ginevra (CH) gestito in collaborazione con l'IIF e il Politecnico di Milano. La maggior parte dei fisici ritiene però che l'interazione fra materia e antimateria sia sempre di tipo attrattivo.
John G. Cramer, del dipartimento di Fisica dell'Università di Washington e Wilfred J. Bratihwaite dell'Università del Texas hanno definito un metodo per rilevare e distinguere galassie e stelle di antimateria da quelle costituite da materia grazie all'elicità dei fotoni cosmici.
Nel settembre 2023 un gruppo internazionale guidato da E. K. Anderson, dell’Università di Aarhus in Danimarca, ha dimostrato con un lavoro pubblicato su Nature che anche l’antimateria cade verso il basso: è stato utilizzato l'apparato dell'esperimento Alpha-g del CERN. I ricercatori hanno usato migliaia di atomi di anti-idrogeno, composti da un anti-protone e un anti-elettrone, e quindi elettricamente neutri. Gli atomi sono stati confinati in un campo magnetico, a temperature molto basse, 0,5 Kelvin. Poi hanno gradualmente indebolito il campo magnetico nella direzione verticale. Per il moto casuale dovuto all’agitazione termica alcuni atomi sono saliti verso l’alto; ma la maggior parte sono scesi verso il basso. In questo modo si è dimostrato che anche l’antimateria è attratta dalla gravità come la materia ordinaria. Risulta pertanto confutata l’ipotesi di una gravità inversa.

## Applicazioni dell'antimateria
L'antimateria ha anche un'applicazione tecnologica: la tomografia a emissione di positroni, o PET, uno strumento di diagnostica medica che utilizza l'emissione di positroni di un radioisotopo a rapido decadimento, introdotto nell'organismo coniugato con una sostanza metabolicamente attiva. La superiore attività metabolica dei tessuti alterati, ad esempio quelli tumorali, determina una maggior concentrazione della sostanza, con più numerosi processi di annichilazione positrone-elettrone e conseguente maggiore liberazione di energia sotto forma di fotoni, evidenziata da un apparecchio rivelatore. La PET può essere associata a un'indagine TAC (PET-TC), ottenendo contemporaneamente informazioni metabolico-funzionali e morfologiche. Sono stati fatti anche studi su un utilizzo di antiparticelle in radioterapia.

## Antimateria come fonte di energia
Se una parte di antimateria si annichilisce a contatto con della materia ordinaria, tutta la massa delle particelle e antiparticelle annichilate viene convertita in energia. Questo processo permetterebbe di ottenere enormi quantità di energia da quantità molto piccole di materia e antimateria, al contrario di quanto avviene invece per le reazioni nucleari e chimiche, dove a parità di massa di combustibili utilizzati viene prodotta una quantità di energia molto più piccola. La reazione di 1 kg di antimateria con 1 kg di materia produce 1,8×1017 J di energia (in base all'equazione E=mc²). Per contro, bruciare 1 kg di petrolio fornisce 4,2×107 J, mentre dalla fusione nucleare di 1 kg di idrogeno con un altro kg di idrogeno si otterrebbero 2,6×1015 J. In altre parole, l'annichilazione della materia con l'antimateria produce circa 70 volte l'energia prodotta dalla fusione nucleare dell'idrogeno in elio e quattro miliardi di volte l'energia prodotta dalla combustione del petrolio.
A livello teorico, dato che l'energia prodotta dall'annichilimento materia/antimateria è nettamente superiore a quella prodotta da altri sistemi propulsivi, il rapporto tra peso del carburante e spinta prodotta sarebbe estremamente vantaggioso. L'energia ottenibile dalla reazione di pochi grammi di antimateria con altrettanti di materia sarebbe sufficiente a portare una piccola navicella spaziale sulla Luna. Tuttavia, generare un singolo atomo di antimateria è immensamente difficile e dispendioso, di conseguenza non la si può considerare una fonte di energia. Per produrre antimateria sono necessari acceleratori di particelle ed enormi quantità di energia, molto superiori a quella rilasciata dopo l'annichilazione con la materia ordinaria, rendendo di fatto l'impresa energeticamente ed economicamente non conveniente. La cifra per produrre 10 milligrammi di positroni è stata stimata in 250 milioni di dollari, equivalenti a 25 miliardi di dollari per grammo. La NASA fece una stima di 62.500 miliardi di dollari per produrre un grammo di antidrogeno, considerandolo quindi il materiale più costoso da produrre. Secondo le stime del CERN, la produzione di un miliardesimo di grammo di antiparticelle (il quantitativo utilizzato negli esperimenti) è costato alcuni milioni di Franchi svizzeri.
Se fosse possibile produrre e allo stesso tempo immagazzinare facilmente antimateria, il suo uso potrebbe estendersi anche allo smaltimento dei rifiuti compresi quelli a elevata tossicità come le scorie nucleari con grande produzione di energia. Tuttavia, a meno che non vengano scoperte fonti naturali di antimateria (la NASA ha anche valutato la possibilità di raccogliere con campi magnetici l'antimateria che si forma spontaneamente nelle fasce di van Allen attorno alla Terra o attorno ai grandi pianeti come Giove), il suo possibile sfruttamento rimarrà una mera curiosità scientifica.